# عبد القهار قادري
عبد القهار قادري (مواليد 24 يونيو 2000) هو لاعب كرة قدم جزائري يلعب في مركز خط الوسط في نادي كورتريك.

## روابط خارجية
- عبد القهار قادري على موقع قاعدة بيانات كرة القدم.إي يو (الإنجليزية)
- عبد القهار قادري على موقع ناشيونال فوتبول تيمز (الإنجليزية)
- عبد القهار قادري على موقع Soccerway.com (الإنجليزية)